# Oxytropis deflexa
Oxytropis deflexa là một loài thực vật có hoa trong họ Đậu. Loài này được (Pall.) DC. miêu tả khoa học đầu tiên.